# Hoz de Anero
Hoz de Anero es la capital del municipio de Ribamontán al Monte (Cantabria, España). Esta localidad fue sede de las juntas de la merindad de Trasmiera. Se encuentra en el centro geográfico del municipio, a 47 metros sobre el nivel del mar, y dista 27 kilómetros de la capital cántabra Santander. En el año 2021 contaba con una población de 583 habitantes (INE).

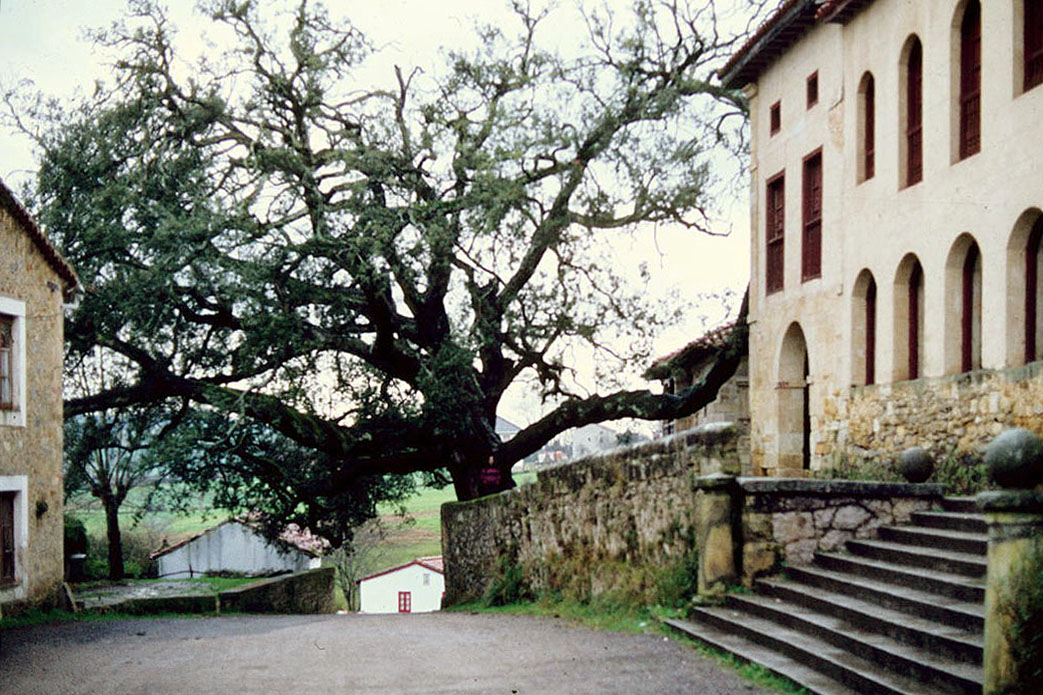
Hoz de Anero en 1979

El monumento más importante es la iglesia de Santa María de Toraya, que conserva restos góticos. La familia de los Acebedo, originaria de este lugar, llevó a cabo misiones de patronazgo dotando a la iglesia de una alta calidad arquitectónica de tipo clasicista. Destaca por su etapa renacentista, pero también por sus retablos barrocos atribuidos a conocidos artistas del momento.
Destaca del lugar el Desierto de Hoz de Anero, que fue construido en el siglo XVIII y declarado monumento en 1977.

## Personajes ilustres

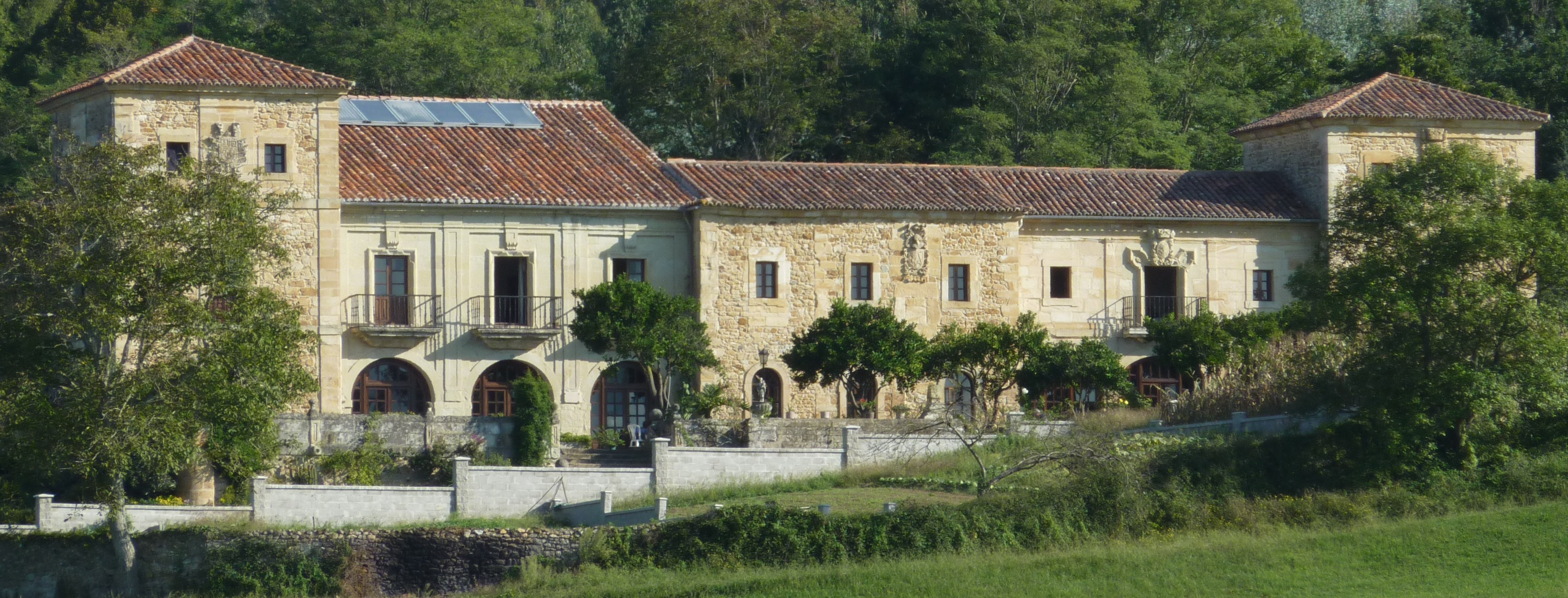

En Hoz de Anero nació el conocido meteorólogo Eugenio Martín Rubio (1923), así como el inquisidor Fernando de Acevedo (c. 1573-1629). Y es la cuna de la familia Cagigal, que ha dado varios miembros ilustres, el militar Francisco Antonio Cagigal de la Vega (1691-1777), que llegó a ser Virrey de Nueva España, Fernando Cagigal de la Vega y Niño (1756-1824), marqués de Casa Cagigal.